# شرکت نفت پاسارگاد
شرکت نفت پاسارگاد، شرکت نفت ایرانی است، که در زمینه تولید انواع قیرها فعالیت می‌کند. این شرکت، در سال ۱۳۸۲ با تجمیع شش واحد قیرسازی پالایشگاه آبادان، پالایشگاه تهران، پالایشگاه اراک، پالایشگاه تبریز، پالایشگاه شیراز و پالایشگاه بندرعباس تأسیس شد. همچنین این شرکت با داشتن دو پایانه صادراتی و قابلیت ذخیره‌سازی بیش از ۱۶۰ هزار تن، سهم به سزایی از بازار صادراتی قیر ایران را نیز در اختیار دارد.

## تاریخچه
شرکت نفت پاسارگاد طی شماره 205566 مورخ 1382/04/18 در اداره ثبت شرکتها و مالکیت صنعتی تهران به ثبت رسیده است. شخصیت حقوقی شرکت در اجرای مصوبه مجمع عمومی و فوق العاده مورخ 1387/05/07 به سهامی عام تغییر یافته ، مراتب در تاریخ 1387/07/08 در اداره ثبت شرکتها و مالکیت های صنعتی نیز به ثبت رسیده است و از تاریخ 1391/09/22 در فرابورس ایران پذیرفته شده است. در حال حاضر شرکت جزء واحدهای تجاری فرعی شرکت سرمایه گذاری نفت و گاز و پتروشیمی تامین است و واحد تجاری نهایی گروه ، شرکت سرمایه گذاری تامین اجتماعی می باشد.

## واحدهای قیرسازی
مجتمع آبادان:
در راستای توسعه و افزایش ظرفیت تولیدی پالایشگاه آبادان، واحد قیرسازی (CBBU) در سال ۱۳۴۶ پس از طراحی و ساخت به بهره برداری رسید با توجه به آسیب های واحد طی جنگ پس از واگذاری قیرسازی های کشور به بخش خصوصی و به منظور توسعه و افزایش تنوع و میزان محصولات واحد قیر آبادان، پلنت قیرسازی شرکت نفت پاسارگاد با تکیه بر تخصص نیروی مهندسی این شرکت طراحی و با همت متخصصان ایرانی ساخته و در سال ۱۳۹۴ به بهره برداری رسید.
این واحد با ظرفیت دریافت ۱۵۰۰۰ بشکه وکیوم باتوم در روز، قادر به تولید ۲۴۰۰ متریک تن انواع قیر در روز بوده و با دارا بودن تعداد ۱۷ مخزن، قابلیت ذخیره سازی ۳۷۰۰۰ تن قیر را دارد.
مجتمع تهران:
واحد قير تهران شامل سه بخش مجزاست.اين واحد در سال ۱۳۷۴ بر اساس دانش فنی تحت ليسانس شرکت آمريکايی فلور ساخته شد.در حال حاضر اين واحد جهت پالايش ۱۵۰۰۰ بشکه در روز ته مانده برج تقطير، توليد ۲۴۰۰۰ متريک تن قير در روز و ذخيره ۴۵۰۰۰ متريک تن قير تجهيز شده است.
مجتمع اراک:
مجتمع اراک واقع در ضلع جنوبی شركت پالايش نفت شازند اراک در سال ۱۳۷۲ با دو Train توليدی توسط شركتهای JGC ژاپن و TPL ايتاليا طراحي و نصب شده است .در حال حاضر اين مجتمع با دو Train توليدی جهت دريافت ۱۱۰۰۰ بشكه در روز B.V (۱۸۵۰ تن قير در روز) و ذخيره سازی ۲۶۰۰۰ تن قير تجهيز شده است.
مجتمع تبریز:
واحد قير تبريز شامل دو بخش مجزاست. واحد قديمی تبريز در سال ۱۳۵۷ و واحد جديد در سال ۱۳۷۷ بر اساس دانش فنی تحت ليسانس شرکت ايتاليايی Snamprogetti ساخته شد.در حال حاضر اين واحد جهت پالايش ۸۷۰۰ بشکه در روز ته مانده برج تقطير، توليد ۱۳۸۰ متريک تن قير در روز و ذخيره ۵۰۰۰ متريک تن قير در کارخانه و ۱۵۰۰۰ تن مخازن اجاره ای تجهيز شده است.
مجتمع شیراز:
اين واحد در سال ١٣۶٣ بر اساس دانش فنی مهندسین کشور راه اندازی شده است.در حال حاضر اين واحد جهت دريافت ٨٨٠٠ بشکه در روز ته مانده برج تقطير، توليد ۱۴۰۰ متريک تن قير در روز و ذخيره ١٢۳۰۰ متريک تن قير تجهيز شده است..
مجتمع بندرعباس:
اين واحد در سال ۱۳۷۶ بر اساس تکنولوژی تحت ليسانس شرکت اتريشی Pörner ساخته شد و با توجه به نياز به تغيير در ظرفيت و نوع محصول، تغيير در طراحی انجام و در سال ۱۳۸۴ به پايان و بهره برداری رسيد.در حال حاضر اين واحد جهت دريافت ۱۱۳۰۰ بشکه در روز ته مانده برج تقطير، توليد ۱۸۰۰ متريک تن قير در روز و ذخيره ۲۰۰۰۰ متريک تن قير تجهيز شده است.
ظرفيت توليد روزانه مجتمع بندرعباس در زمان توليد محصول سنگین مقدار ۱۲۰۰ تن و در زمان توليد محصول سبک تا ۲۰۰۰ تن در روز امكان دريافت خوراک وجود خواهد داشت.

## بندر صادراتی شهید رجایی دربندرعباس
دارای ۴ مخزن با ظرفيت اسمی ۲۵۰۰ متر مکعب جهت ذخيره سازی قير و يك مخزن با ظرفيت اسمی ۲۵۰۰ متر مكعب جهت ذخيره سازی آب آتشنشانی می باشد.

###### از جمله توانمندی های این پایانه می توان به موارد ذیل اشاره نمود:
تانكرها محصولات خود رادر پاتيل ۵۵ تنی مستقر در پايانه تخليه می نمايند لازم به ذكر است كه پاتيل موجود در پايانه توانايی تخليه همزمان ۶ تانكر در مخازن را دارد.

## بندر صادراتی ماهشهر
این پایانه با ظرفیتی نزدیک به ۱۴۰۰۰ تن ( ۴ مخزن ، هر كدام ۳۵۰۰ تن ) جهت صادرات قير می باشد .

#### از جمله توانمندی های این پایانه می توان به موارد ذیل اشاره نمود:
- آمادگی تخليه قير به مقدار ۲۶۰۰ تن در شبانه روز
- توانايی بارگیری كشتی تا مقدار ۴۰۰ تن در ساعت
- امكان توسعه فعالیت های اين پايانه از صادرات بشكه ای و كانتينری
- امكان تست از قير در آزمايشگاه پايانه و صدور گواهی نامه تأييد شده در منطقه
- مکانیزاسیون خط تولید بیتوپلاست